# Ich hab zu Haus ein Grammophon
Ich hab zu Haus ein Grammophon ist der deutsche Titel des Foxtrotschlagers Já mám doma gramofon, den die beiden tschechischen Komponisten Jara Beneš und Karel Hašler 1925 geschrieben haben. Den deutschen Text darauf dichtete Dr. Fritz Löhner unter seinem Künstlernamen “Beda”.
Er erzählt in drei Strophen von „unserem Freund Polatschek“, der in kein Konzert mehr geht, da er ja zuhaus viel bequemer Musik von seinem Grammophon hören kann. Auch bei einem Annäherungsversuch an eine zuerst nicht gerade willige Schöne ist es ihm behilflich: „Machen wir’s mit Musik“. Als Schluss-Pointe kommt der angedeutete Vergleich der Ehefrau mit dem Apparat: auch sie „fängt gleich an zu schrei’n“, wenn der Mann nicht folgen will.
Darüber hinaus stellt das Lied einen Reflex auf das moderne Medium Grammophon dar, ähnlich dem, mit dem Hermann Leopoldis Schlager „Die schöne Adrienne hat eine Hochantenne“ im selben Jahr auf das eben installierte Medium des Unterhaltungsrundfunks reagierte.
Das Lied erschien im Wiener Bohème-Verlag Berlin-Wien-New York. Es wurde auch in den Sammelband 6 der Reihe „Zum 5-Uhr Tee“ aufgenommen, welche von den Musikverlagen Wiener Bohème Verlag (Wien) und Anton J. Benjamin (Leipzig) gemeinschaftlich veranstaltet wurde.
Der Tenor Max Kuttner sang im Juli 1925 das Lied in Berlin auf Grammophonplatte. Einen schwedischen Text Jag hemma ha en gra schrieb Svasse Berqvist. auf die Melodie; er wurde von Thor Modéen mit Orchesterbegleitung bei der Nordisk Polyphon aufgenommen. Einen finnischen Text Meil kotona on gra von Pseudonym Palle, Reino Palmroth / Reino Hirviseppä und M.A. Numminen, hat M.A. Numminen in den 1960-70:er Jahren aufgenommen und auf diverse Sammelalben veröffentlicht.
Instrumentalaufnahmen liegen von den Kapellen Dajos Béla, Otto Dobrindt (als Saxophon-Orchester Dobbri), Bernard Etté und Paul Godwin vor.
Der deutsche Schauspieler und Hörfunkmoderator Hans-Günter Martens nannte ab 1969 seine Rundfunksendung beim BR, in der er mit alten Schallplatten an populäre Künstler erinnerte, “Ich hab’ zu Haus’ ein Grammophon”.

## Refrain
Ich hab zuhaus ein Gra-, ein Gra-

Ein Grammophon,

Das macht so schön “Trara, trara”,

Sie wissen schon.

Man steckt die Nadel 'rein,

Gleich fängt es an zu schrei'n.

Die größte Sensation

Das ist mein Grammophon!

## Tondokumente (Beispiele)
- Grammophon 20 254 / B 42 238 (Matr. 3660 ar) Ich hab zuhaus ein Grammophon. Foxtrot von Hašler & Beneš. Text: Beda. Max Kuttner. Aufgen. Juli 1925[11]
- Grammophon 19 397 / B 60 623 (Matr. 9 bg) Ich hab zuhaus ein Grammophon. Foxtrot von Hašler & Beneš. Paul Godwin mit seinem Künstler-Ensemble vom Nelson-Theater Berlin.[12]
- Polyphon 31 551 / 3-27 456 (Matr. 48 bf) Ich hab zuhaus ein Grammophon. Foxtrot von Hašler & Beneš. Tanz-Orchester Joan Florescu [d. i. Paul Godwin].
- Polyphon XS 42 410 / S 42410 (Matr. 2297 at) Jag hemma ha en gra (Ich hab’ zu Haus ein Grammophon) av Hasler & Benes, text av Svasse Berqvist. Sjungen av Thor Modeen med orkesterackompanjemang.
- Vox 01904 (Matr. 2370 A) Ich hab zuhaus ein Grammophon. Foxtrot von Hašler & Beneš. Orchester Bernard Etté. Berlin, aufgen. September 1925
- Homocord B.1873 (Matr. M 17 956)(A 15 12 25) Ich hab zuhaus ein Grammophon. Foxtrot von Hašler & Beneš. Text: Beda. Künstler-Kapelle Arpád Városz mit Gesang [= Max Kuttner]
- Odeon A 5534 (Matr. xBe 4722) Ich hab’ zu Haus ein Grammophon : Shimmy-blues (Hašler & Beneš) Kapelle Sándor Józsi [d. i. Dajos Béla]
- Odeon AA 50372 (Matr. xxBo 8600) Ich hab’ zu Haus’ ein Grammophon : Shimmy / Karel Hašler und Jara Beneš. Dajos Béla
- Beka B. 5323 (Matr. 33 003) Ich hab’ zu Haus’ ein Grammophon : Foxtrot / Karel Hašler und Jara Beneš. Saxophon-Orchester Dobbri.
- Kalliope K 766 (Matr. 3628) Ich hab’ zu Haus’ ein Grammophon : Foxtrot / von Hašler und Beneš. Streich-Orchester
- Gnom K 172 (Matr. 4 OP) (15 cm) Ich hab’ zu Haus’ ein Grammophon. Foxtrot (Hašler & Beneš) Tanz-Orchester, aufgen. 1925-03/04[13]

auch: Pigmynette Nr. 71 (Matr. 4 OP) (15 cm) »Pigmynette-Orchester«